# Mirosław Broiło
Mirosław Józef Broiło – polski urzędnik, dyplomata, poeta. Stały Przedstawiciel RP przy Biurze Narodów Zjednoczonych w Genewie (od 2025).

## Życiorys
Mirosław Broiło uzyskał tytuł magistra turystyki. Kształcił się podyplomowo w zakresie współpracy rozwojowej. Ukończył IV promocję Krajowej Szkoły Administracji Publicznej (1994–1996).
W 1996 rozpoczął pracę w Ministerstwie Spraw Zagranicznych, w Departamencie Ameryk. Następnie między innymi w: Departamencie Polityki Europejskiej oraz Departamencie Współpracy Rozwojowej (jako naczelnik wydziału). W latach 1998–2002 przebywał w Ambasadzie RP w Waszyngtonie (jako I sekretarz ds. politycznych i protokolarnych), zaś w latach 2005–2009 w Stałym Przedstawicielstwie RP przy Unii Europejskiej w Brukseli (jako radca i koordynator Wydziału ds. instytucjonalnych i parlamentarnych). Po powrocie do centrali był między innymi zastępcą dyrektora Departamentu Afryki i Bliskiego Wschodu (2014–2015) oraz Biura Spraw Osobowych (2015). Od stycznia 2016 do sierpnia 2020 był zastępcą kierownika placówki ds. rozbrojenia, kontroli zbrojeń i nieproliferacji w Stałym Przedstawicielstwie RP przy Biurze ONZ w Genewie. W latach 2021–2023 na stanowisku do spraw bezpieczeństwa cybernetycznego i technologicznego w Departamencie Polityki Bezpieczeństwa. Od grudnia 2023 do sierpnia 2024 kierował Biurem Ministra SZ, początkowo jako zastępca dyrektora, a następnie dyrektor.
We wrześniu 2024 objął kierownictwo Stałego Przedstawicielstwa RP przy Biurze ONZ w Genewie jako chargé d’affaires, a od kwietnia 2025 jako Ambasador Nadzwyczajny i Pełnomocny – Stały Przedstawiciel Rzeczypospolitej Polskiej.
Zna biegle angielski i francuski. Posługuje się także włoskim i rosyjskim. Ojciec trójki dzieci.

## Tomiki wierszy
- Mirosław Józef Broiło, Moja mała Odyseja, Poezja Współczesna, Warszawa ; Rzeszów: Agencja Wydawnicza Ad Oculos, 2012, ISBN 978-83-7613-023-1 [dostęp 2025-07-05]. Brak numerów stron w książce
- Mirosław Józef Broiło, Panta rhei albo spotkanie, Poezja Współczesna, Rzeszów: Wydawnictwo Sowello, 2015, ISBN 978-83-64193-22-4 [dostęp 2025-07-05]. Brak numerów stron w książce